# Hvalfjörður Tunnel
 Der er for få eller ingen kildehenvisninger i denne artikel, hvilket er et problem. Du kan hjælpe ved at angive troværdige kilder til de påstande, som fremføres i artiklen.

Hvalfjörður Tunnel (islandsk: Hvalfjarðargöng) er en tunnel og en del af Hringvegur under Hvalfjörður fjord i Island. Den er 5.770 meter lang og ligger ned til en dybde af 165 meter under havniveau. Den blev påbegyndt i 1996 og var færdig til åbning den 11. juli 1998. Den kostede ISK 5.000 millioner（(USD 70 million).